# Åroselva

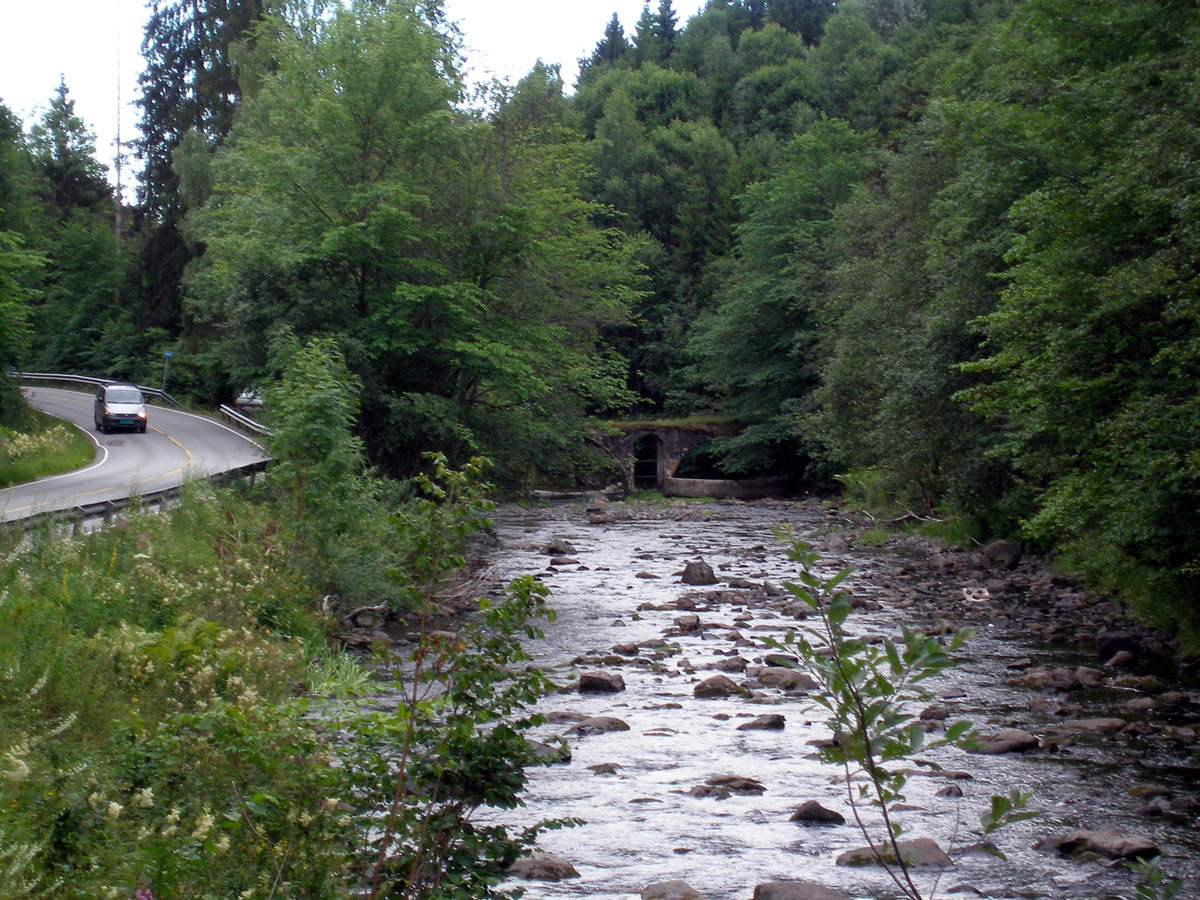
Åroselva 3 km från Åros.

Åroselva i Askers kommun, Akershus fylke, Norge, är ett låglandsvattendrag med ett nederbördsfält på 115 km².  Älven börjar som Grodalselva där den rinner ut från Kistefossdammen i Heggedal och mynnar i Oslofjorden vid tätorten Åros.
Utloppets geografiska läge: 59°42′15″N 10°31′09″Ö / 59.70417°N 10.51917°Ö
Utsöndring av kalksten ger ett bra pH-värde och hög buffertkapacitet. Vattendraget tillförs både avlopps- och jordbruksavrinning, förutom den naturliga näringsrika avrinningen. Den låga vattenföringen under sommaren är ett problem i Åroselva.
I början av den industriella utvecklingen byggdes flera dammar i Åroselva. Den laxförande sträckningen blev kortare, och fisket gick starkt tillbaka. Røyken och Åros jakt- och fiskeförening började sätta ut lax och öring under 1970-talets första hälft. Mellan 2 000 och 10 000 smolt sätts ut årligen. Mellan 1960 och 1983 var fångsterna av lax och öring 50-200 kg/år, under 1984 400 kg och under 1987 912 kg.
Fram till 1989 var den laxförande sträckan 3 km från Oslofjorden till Lingsomdammen. Efter riving av dammen kan laxen gå upp 11 km till Fabrikkdammen.
Sedan Drammenselva och Lierelva blev infekterade med Gyrodactylus salaris, är Åroselva den sista självproducerande laxälven i dåvarande Buskerud fylke.